# Horst Kramer

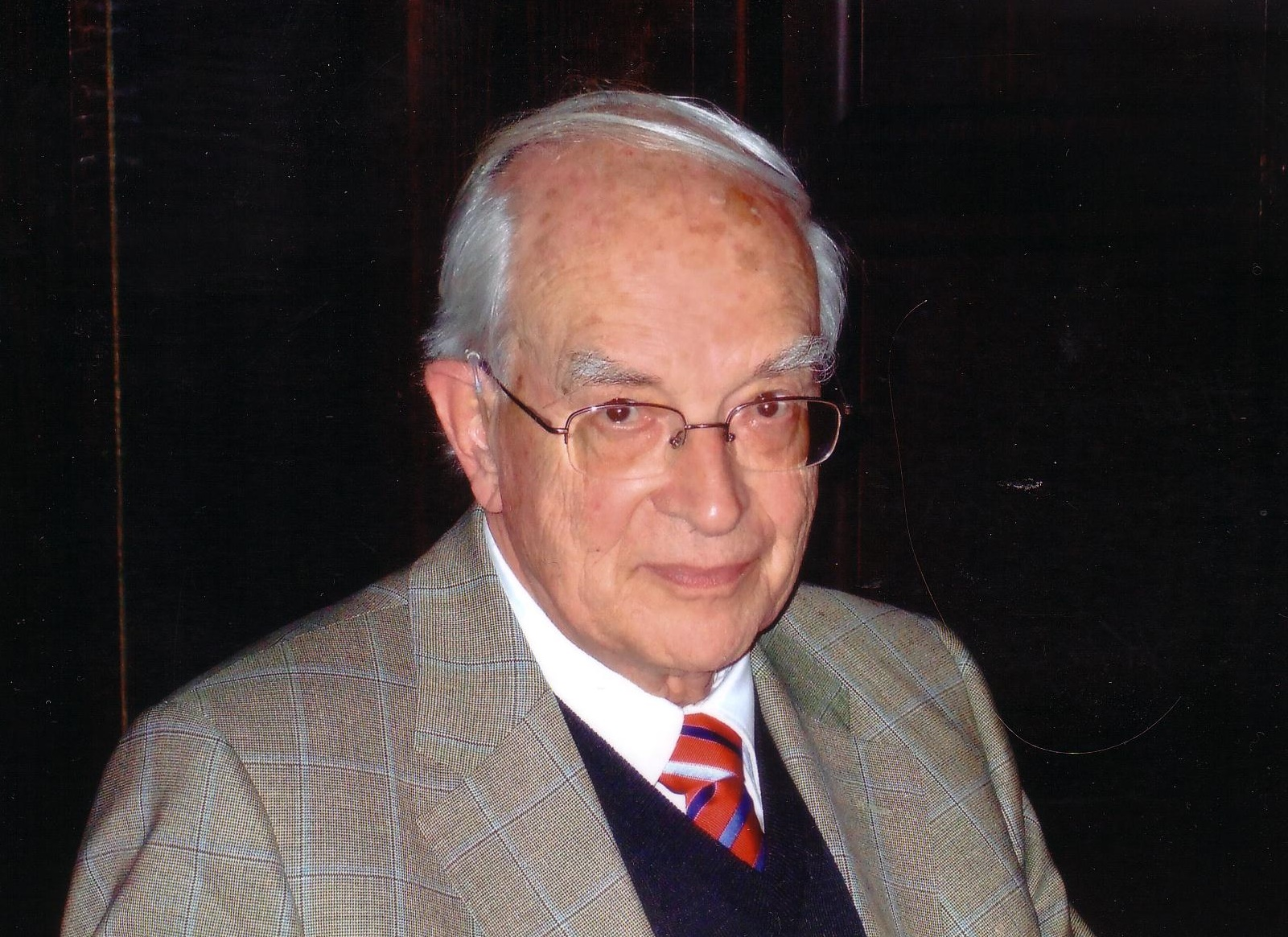
Horst Kramer vor dem 85. Geburtstag (2009)

Horst Kramer (* 11. Juni 1924 in Eberswalde; † 18. Oktober 2015 in Göttingen) war ein deutscher Forstwissenschaftler. Er verfasste mehrere Standardwerke zu Forsteinrichtung und Waldwachstum. Mit Alparslan Akça schrieb er das Lehrbuch Leitfaden zur Waldmesslehre. Er entwickelte ein Dendrometer, das rasche Messungen im Walde ermöglicht.

## Leben
Der Sohn des Oberforstmeisters und Elchjägermeisters Hans Kramer wuchs im ostpreußischen Forstamt Elchwald auf. In Königsberg besuchte Horst Kramer das Collegium Fridericianum. Gleich nach dem Abitur wurde er als Soldat zur 61. Infanterie-Division (Wehrmacht) eingezogen, geriet 1945 in sowjetische Kriegsgefangenschaft, aus der er erst 1950 entlassen wurde.
Danach studierte er Forstwissenschaften an der seinerzeit noch in Hannoversch Münden angesiedelten Forstlichen Fakultät der Georg-August-Universität Göttingen sowie an der Albert-Ludwigs-Universität Freiburg. Noch als Referendar in der Forstverwaltung des Landes Niedersachsen wurde er 1957 mit der Dissertation Wegebreite und Zuwachs im angrenzenden Bestand bei Reinhard Schober in Hann. Münden zum Dr. forest. promoviert. Bereits zu diesem Zeitpunkt hatte er sich auf Forsteinrichtung und Biometrie spezialisiert. Nach der Großen forstlichen Staatsprüfung war Kramer bei der Landesforstverwaltung Niedersachsen als Hilfsreferent im Referat für Waldbau und Forsteinrichtung tätig.
Er absolvierte eine Assistentenzeit an der Forstlichen Fakultät in Hann. Münden und habilitierte sich dort 1962 für die Fächer forstliche Ertragskunde und Holmesskunde. 1965 übernahm Horst Kramer die Leitung des Forstamtes Hardegsen. Bereits zwei Jahre später, 1967, folgte die Ernennung zum außerplanmäßigen Professor an der Forstlichen Fakultät der Universität Göttingen. 1974 wurde er als Nachfolger Reinhard Schobers zum Direktor des Institutes für Forsteinrichtung und Ertragskunde (heute: Abteilung für Waldinventur und Fernerkundung) der Universität Göttingen und als ordentlicher Professor auf den zugehörigen Lehrstuhl berufen. Beide Funktionen hatte er bis zu seiner Emeritierung am 1. Oktober 1989 inne.
Mit seiner Frau lebte Horst Kramer in Göttingen-Herberhausen.

## Werk und Ehrungen

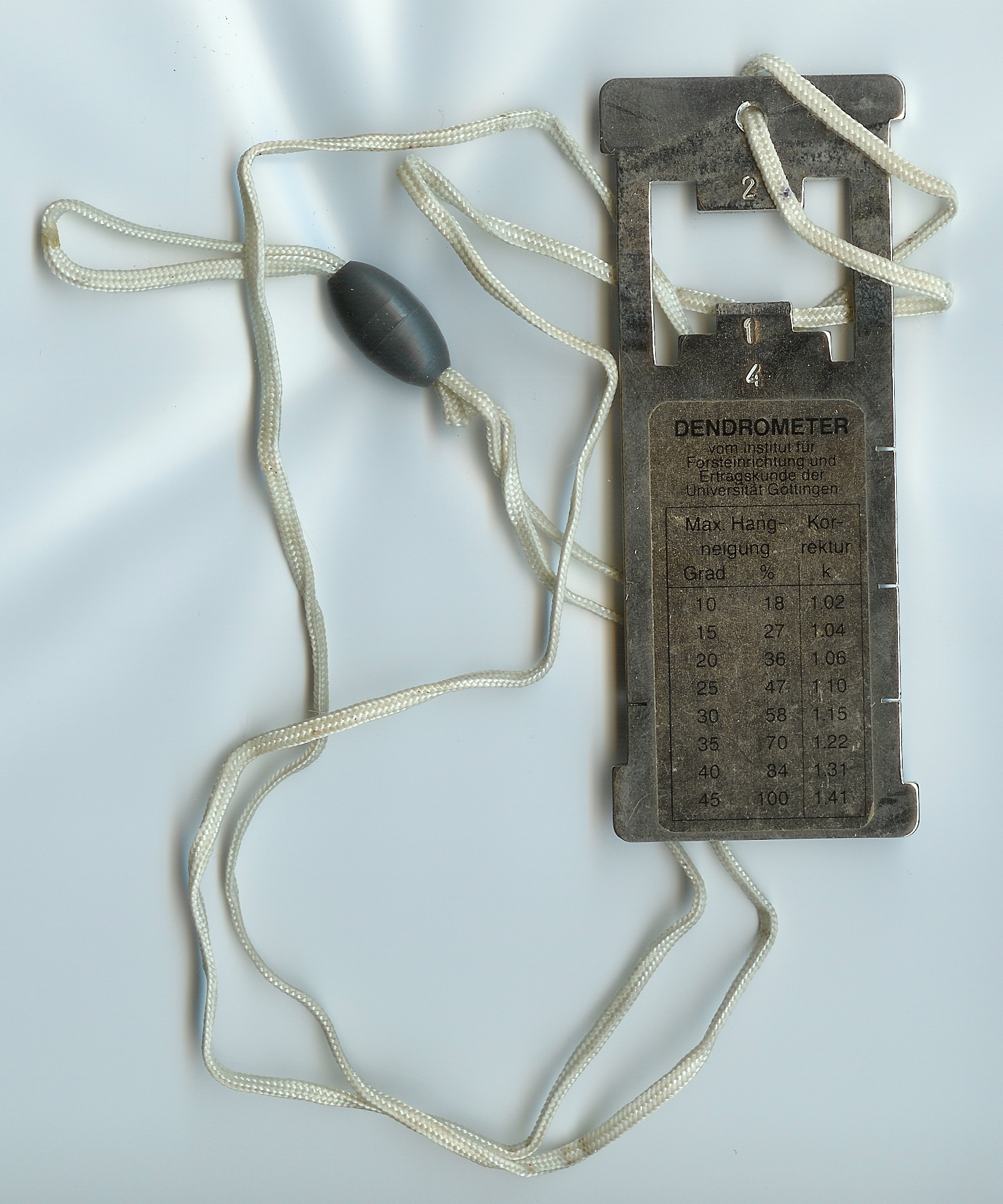
Das von Horst Kramer am Institut für Forsteinrichtung und Ertragskunde der Georg-August-Universität Göttingen entwickelte Dendrometer.

Horst Kramer hat sich in seiner wissenschaftlichen Forschung und als forstlicher Praktiker intensiv mit der Begründung, Pflege und dem Wachstum von Fichten-Beständen sowie der Jungbestandspflege beschäftigt. Weitere Schwerpunkte seiner wissenschaftlichen Arbeit waren die Erfassung der Biomasse und der Biomassenproduktion von Waldbeständen, die Entwicklung optimaler Methoden zur Bestandesbehandlung sowie Lösungsansätze für ertragskundliche Probleme im Zusammenhang mit dem sogenannten „Waldsterben“.
Seit den 1960er-Jahren wies er beständig auf die Bedeutung der Forsteinrichtung für die forstliche Betriebsführung und die waldbaulichen Entscheidungen hin und förderte die Forsteinrichtung maßgeblich, speziell auch im Bundesland Niedersachsen. Er schrieb die Standardwerke Begriffe der Forsteinrichtung (1976) und Nutzungsplanung in der Forsteinrichtung (1982). Durch diese Bücher und zahlreiche Fachartikel gab er wichtige Impulse zur Weiterentwicklung der Forsteinrichtung zu einem unverzichtbaren Inventur-, Controlling- und Planungsinstrument der Forstwirtschaft.
Zusammen mit Alparslan Akça verfasste er den Leitfaden für Dendrometrie und Bestandesinventur (1982; später unter dem Titel Leitfaden zur Waldmesslehre), ein bedeutendes Lehrbuch für die universitäre Ausbildung, aber auch für die forstliche Praxis. Für diese entwickelte er federführend am Institut für Forsteinrichtung und Ertragskunde auch das so genannte Dendrometer von Kramer, ein einfaches, aber sehr vielseitig verwendbares Kleingerät. Es lässt sich ohne großen Aufwand im Wald zur Baumhöhenmessung, Grundflächenbestimmung sowie zur Massenanteilsberechnung und zur Bestandesmassenermittlung verwenden.
1988 veröffentlichte Horst Kramer zusammen mit Hans Achim Gussone und Reinhard Schober das Standardwerk Waldwachstumslehre. Ökologische und anthropogene Einflüsse auf das Wachstum des Waldes, seine Massen- und Wertleistung und die Bestandessicherheit, das als sein Hauptwerk angesehen werden kann. Die meisten von Kramers Bücher erschienen im Fachverlag J.D. Sauerländer in Frankfurt am Main. Daneben publizierte er aber auch weit mehr als 150 Abhandlungen in internationalen forstlichen und naturwissenschaftlichen Fachzeitschriften.
Als Lehrer und Forscher wirkte Kramer im In- und Ausland, war Leiter einer IUFRO-Projektgruppe und Mitglied der Schwedischen Akademie der Wissenschaften. Mit seinen zahlreichen Auslandsreisen intensivierte er die kooperative Forschung. Ein dreimonatiger Forschungsaufenthalt 1964 in Großbritannien brachte vielbeachtete Resultate, für die Kramer 1967 den Jahrespreis der Society of Foresters of Great Britain erhielt. Er setzte sich auch für die Gründung und Entwicklung der Forstlichen Fakultät in Linares, Mexiko, die der Universidad Autónoma de Nuevo León (U.A.N.L.) in Monterrey angegliedert ist, ein. Dafür und für seine sonstigen akademischen Verdienste verlieh ihm die U.A.N.L. 1990 die silberne Ehrenmedaille der Universität sowie 1996 den Grad eines Ehrendoktors der Forstwissenschaften (Doctor en Ciencias Forestales honoris causa).

## Schriften (Auswahl)
- Wegebreite und Zuwachs im angrenzenden Bestand, Dissertation, Hann. Münden 1956
- Der Einfluß von Großklima und Standort auf die Entwicklung von Waldbeständen am Beispiel langfristig beobachteter Versuchsflächen von Douglasie, Fichte, Buche und Eiche, Schriftenreihe der Forstlichen Fakultät der Universität Göttingen und Mitteilungen der Niedersächsischen Forstlichen Versuchsanstalt (Band 31/32), Frankfurt am Main 1963
- Begriffe der Forsteinrichtung, Schriftenreihe der Forstlichen Fakultät der Universität Göttingen und Mitteilungen der Niedersächsischen Forstlichen Versuchsanstalt (Band 48), Frankfurt am Main 1976 (3., überarbeitete und erweiterte Auflage Frankfurt am Main 1985, ISBN 3-7939-5048-4)
- zusammen mit Niels Bjerg: Biologische Aspekte zur Jungbestandspflege der Fichte. Diskussion des Olper Fichten-Durchforstungsversuches, Schriften aus der Forstlichen Fakultät der Universität Göttingen und der Niedersächsischen Forstlichen Versuchsanstalt (Band 55), Frankfurt am Main 1978, ISBN 3-7939-5055-7
- zusammen mit Hermann Spellmann: Beiträge zur Bestandesbegründung der Fichte, Schriften aus der Forstlichen Fakultät der Universität Göttingen und der Niedersächsischen Forstlichen Versuchsanstalt (Band 64), Frankfurt am Main 1980, ISBN 3-7939-5064-6
- als Herausgeber: Biologische, technische und wirtschaftliche Aspekte der Jungbestandspflege, Schriften aus der Forstlichen Fakultät der Universität Göttingen und der Niedersächsischen Forstlichen Versuchsanstalt (Band 67), Frankfurt am Main 1980, ISBN 3-7939-5067-0
- Nutzungsplanung in der Forsteinrichtung, Frankfurt am Main 1982 (2., überarbeitete und erweiterte Auflage Frankfurt am Main 1990, ISBN 3-7939-0770-8)
- zusammen mit Alparslan Akça: Leitfaden für Dendrometrie und Bestandesinventur, Frankfurt am Main 1982 (3., erweiterte Auflage unter dem Titel Leitfaden zur Waldmesslehre, Frankfurt am Main 1995, ISBN 3-7939-0830-5)
- Wachstum und Behandlung der Douglasie im pazifischen Nordwesten von Amerika, Schriften aus der Forstlichen Fakultät der Universität Göttingen und der Niedersächsischen Forstlichen Versuchsanstalt (Band 75), Frankfurt am Main 1983, ISBN 3-7939-5075-1
- als Mitverfasser: Inventur und Wachstum in erkrankten Fichtenbeständen, Schriften aus der Forstlichen Fakultät der Universität Göttingen und der Niedersächsischen Forstlichen Versuchsanstalt (Band 82), Frankfurt am Main 1985, ISBN 3-7939-5082-4
- zusammen mit Hans Achim Gussone und Reinhard Schober: Waldwachstumslehre. Ökologische und anthropogene Einflüsse auf das Wachstum des Waldes, seine Massen- und Wertleistung und die Bestandessicherheit, Hamburg und Berlin 1988, ISBN 3-490-05616-7
- zusammen mit Christoph Kätsch: Individuelles Wachstum von Waldbäumen in Abhängigkeit von natürlichen und anthropogenen Einflüssen, Schriften aus der Forstlichen Fakultät der Universität Göttingen und der Niedersächsischen Forstlichen Versuchsanstalt (Band 117), Frankfurt am Main 1994, ISBN 3-7939-5117-0